# تاإيشي موريكاوا
تاإيشي موريكاوا (باليابانية: 森川 泰臣) (مواليد 27 سبتمبر 1994)، هو لاعب كرة قدم ياباني سابق كان يلعب كمدافع.

## وصلات خارجية
- تاإيشي موريكاوا على موقع رابطة كرة القدم اليابانية للمحترفين (اليابانية)
- تاإيشي موريكاوا على موقع قاعدة بيانات كرة القدم.إي يو (الإنجليزية)
- تاإيشي موريكاوا على موقع Soccerway.com (الإنجليزية)